# Episodi di Unreal (quarta stagione)
La quarta e ultima stagione della serie televisiva Unreal, composta da 8 episodi, è stata interamente pubblicata su Hulu il 16 luglio 2018.
In Italia la stagione è stata pubblicata nella piattaforma streaming Prime Video il 1º ottobre 2020.
| n° | Titolo originale | Titolo italiano      | Pubblicazione USA | Prima TV Italia |
| -- | ---------------- | -------------------- | ----------------- | --------------- |
| 1  | All In           | Tutto Compreso       | 16 luglio 2018    | 1º ottobre 2020 |
| 2  | Double Down      | Raddoppio            | 16 luglio 2018    | 1º ottobre 2020 |
| 3  | Wild Card        | La mina vagante      | 16 luglio 2018    | 1º ottobre 2020 |
| 4  | Cold Call        | Chiamata a Freddo    | 16 luglio 2018    | 1º ottobre 2020 |
| 5  | No Limit         | Senza Limiti         | 16 luglio 2018    | 1º ottobre 2020 |
| 6  | Tilt             | In tilt              | 16 luglio 2018    | 1º ottobre 2020 |
| 7  | Bluff            | Il bluff             | 16 luglio 2018    | 1º ottobre 2020 |
| 8  | Sudden Death     | Eliminazione diretta | 16 luglio 2018    | 1º ottobre 2020 |